# Гао Фэнхань
Гао Фэнха́нь (кит. упр. 高凤翰, 1683, Цзяочжоу, пров.Шаньдун — 1749, Шаньдун) — китайский художник, каллиграф, резчик печатей и поэт.

## Биография
Гао Фэнхань родился в 1683 году в провинции Шаньдун, в семье мелкого чиновника. Обладая талантами в области искусства и литературы, в 1727 году он получил рекомендацию местных чиновников в Шаньдун на чиновничью должность. После 1729 года Гао Фэнхань успешно исполнял обязанности судьи в районах Си и Цзыси (оба — в провинции Аньхой), а позднее был начальником по контролю воды неподалёку от Янчжоу.
В  1736 году по необоснованному обвинению он попал в тюрьму, где из-за болезни и плохих условий содержания его правая рука оказалась обездвиженной, и ему ничего не оставалось делать, кроме как рисовать левой. В 1741 году в возрасте пятидесяти восьми лет живописец вернулся в свои родные края в Шаньдун.

## Творчество
Как живописец Гао Фэнхань предпочитал жанры шаньшуй («горы и воды») и хуаняо («цветы и птицы»), но, помимо этого, он хорошо владел искусством каллиграфии и эпиграфики. Неплохо давалась ему и пальцевая живопись.
Гао Фэн-хань любил также вырезать из камня тушечницы, которым посвятил специальное сочинение. Собрал коллекцию тушечниц, насчитывавшую более тысячи изделий его предшественников. Ещё внушительнее было его собрание печатей (свыше 10 тыс.), всего только в Шанхайском словаре (1987) приведено 190 образцов печатей Гао Фэнханя.
Совпадая по стилю жизни и творческой позиции с другими мастерами из Янчжоу (такими, как Ван Шишэнь и Хуа Янь), Гао Фэнхань некоторыми исследователями, например, С.Н. Соколовым-Ремизовым, включается в круг мастеров Янчжоу ба гуай («восемь чудаков из Янчжоу»), но поскольку он не прожил длительного времени в Янчжоу, многие историки не относят его к «Восьми чудакам».